# De Krijtberg

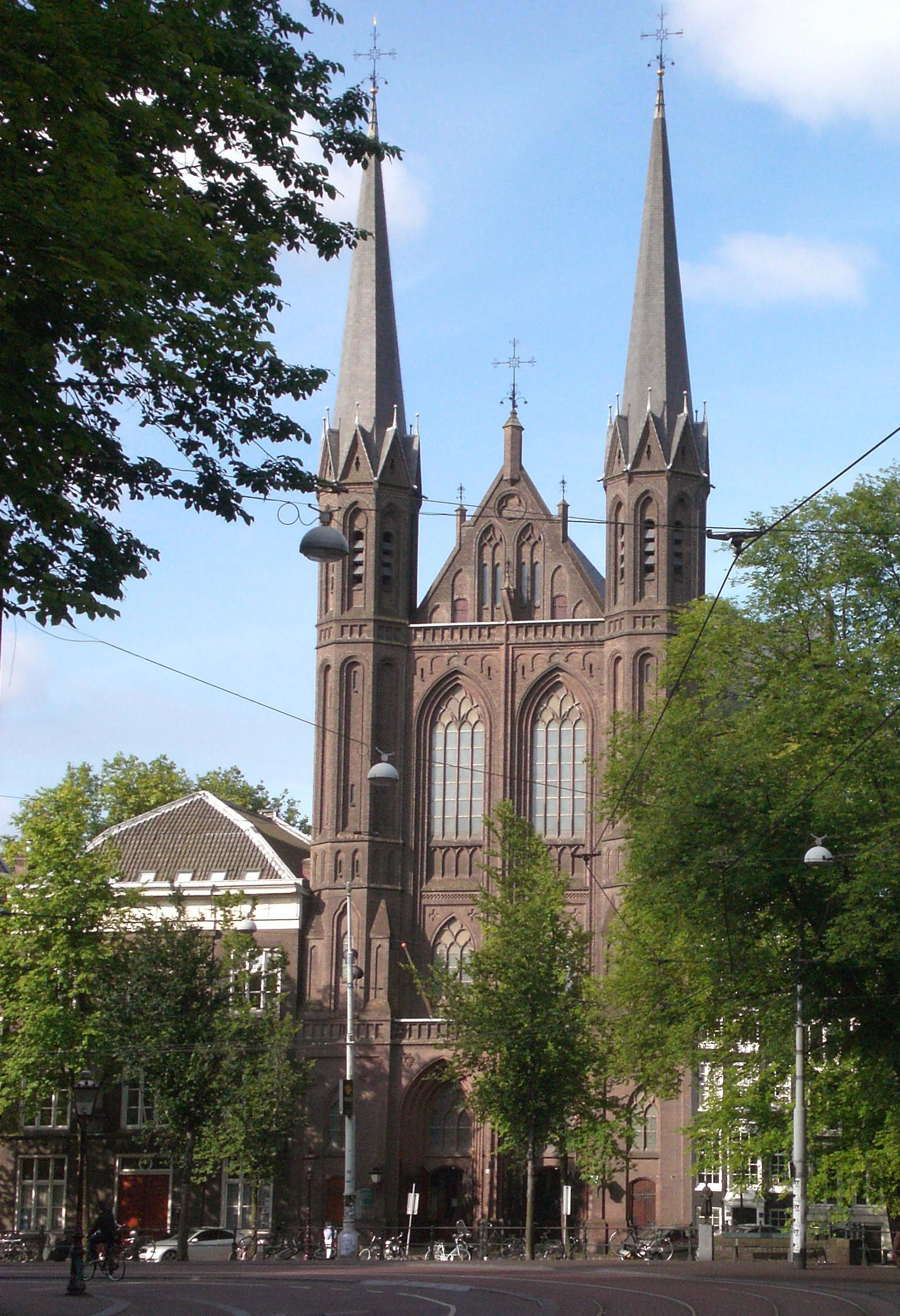
De Krijtberg, Amsterdam

De Krijtberg – eigentlich Sint-Franciscus Xaveriuskerk – ist eine römisch-katholische Kirche im Stadtzentrum Amsterdams. Sie wurde in ihrer heutigen Form 1881 im neogotischen Stil erbaut und bildet eine der ältesten und bedeutsamsten Niederlassungen des Jesuitenordens in den Niederlanden.

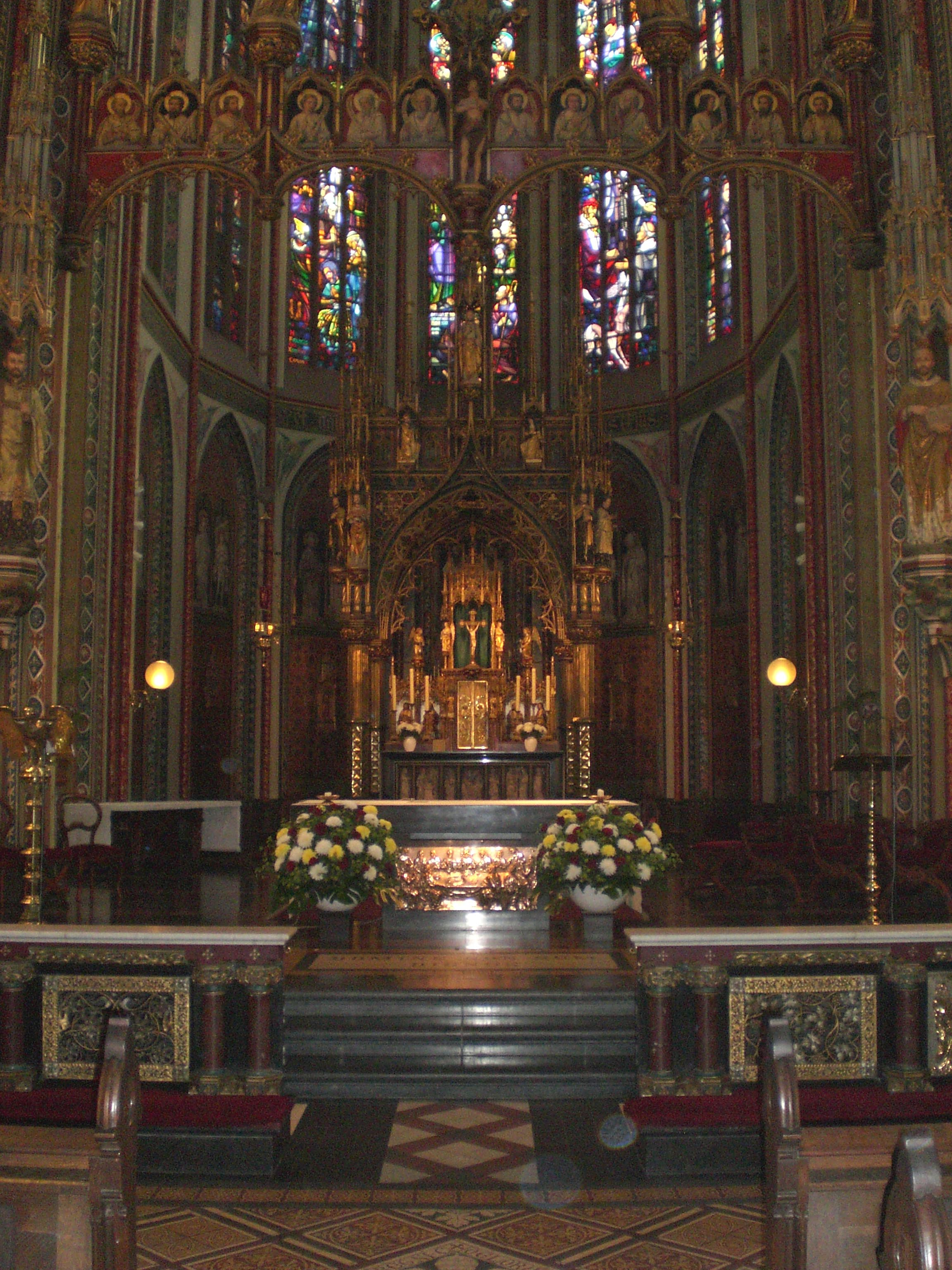
Innenraum: Altar

## Geschichte
1628 richtete der aus Saint-Omer stammende Jesuit Pieter Laurenz (1588–1664) in einem Privathaus am Singel eine Hauskapelle ein, in der ab 1654 eine katholische Gemeinde zusammenkam. Da den Katholiken zu dieser Zeit die Religionsausübung in den Niederlanden nicht gestattet war, operierte die Kirche im Geheimen und war nach außen nicht als solche erkennbar. Ihr Gemeinderaum, eine typische Schuilkerk („versteckte Kirche“), die sich in ein unauffälliges Wohn- und Kaufmannshaus fügte, war dem Heiligen Franz Xaver gewidmet. Seinen eigentümlichen Namen De Crytberghen (niederländisch für Die Kreidefelsen) verdankte das Haus den Kreidefelsen von Dover: der vormalige Eigentümer des Hauses, ein Seefahrtsunternehmer, hatte Schiffsverbindungen an die englische Südküste betrieben und sein Haus nach dem Ziel seiner Schiffe benannt. Der rückwärtige Teil der Kirche war über eine kleine Nebengasse, den Katersteeg, zugänglich, der den Singel mit der dahinterliegenden Herengracht verband.
Den öffentlichen Behörden blieben die veränderte Funktion und die kirchliche Trägerschaft des Hauses keineswegs verborgen, dennoch wurden die Präsenz der Katholiken und ihre heimliche Religionsausübung stillschweigend toleriert. 1677 wurde diese erste Kirche infolge des Zulaufs, den sie erfuhr, durch eine zweite, größere ersetzt, die freilich ebenso wie die Vorgängerin unauffällig hinter der bürgerlichen Fassade verborgen blieb. Auch als der Jesuitenorden 1708 in Holland verboten und 1773 durch Papst Clemens XIV. gänzlich aufgehoben wurde, blieb die Kapelle in Betrieb.
1796 erhielten die Katholiken in den Niederlanden das Recht der freien Religionsausübung und konnten damit auch öffentliche Kirchenbauten errichten. 1835 wurde die Kapelle abermals erweitert, und das ursprüngliche Haus De Crytberghen wurde niedergerissen, um dem erweiterten Kirchenraum sowie einem Pfarrhaus, in dem bis heute einige Gemeindesäle und die Räumlichkeiten der Jesuitenkommunität untergebracht sind, Platz zu machen. Am Giebel des Eingangsportal der neuen Fassade stand fortan das für den Jesuitenorden typische Akronym ihs.
Als 1853 die Hierarchie der katholischen Kirche in den Niederlanden wiederhergestellt war, wurde die Kirche – gemeinsam mit der zweiten Amsterdamer Jesuitenkirche De Saaier dem Bistum Haarlem zugesprochen. Steigende Mitgliedszahlen der Gemeinde schienen den Bau einer größeren Kirche zu rechtfertigen, deren Errichtung 1879 in Auftrag gegeben wurde. Die neue Kirche, für deren Bau mehrere historische Wohnhäuser am Singel und am Katersteg bedenkenlos abgerissen wurden, wurde in neogotischem Stil von Alfred Tepe (1840–1920) errichtet und am 3. Dezember 1883 durch den damaligen Bischof von Haarlem geweiht.
Als die allgemeinen Besucherzahlen in den Gottesdiensten und die Kirchenzugehörigkeit in der Amsterdamer Bevölkerung ab den 1960er Jahren drastisch zurückgingen, wurden die Schließung und sogar der Abriss des Krijtberg erwogen, allerdings zog der Bischof von Haarlem 1974 seine Schließungspläne zurück, nachdem die Kirche 1974 von den öffentlichen Behörden als historisches Gebäude klassifiziert und unter Denkmalschutz gestellt wurde. In der Folge wurde De Krijtberg aufwendig saniert; die Arbeiten konnten 2003 abgeschlossen werden.

## Ausstattung

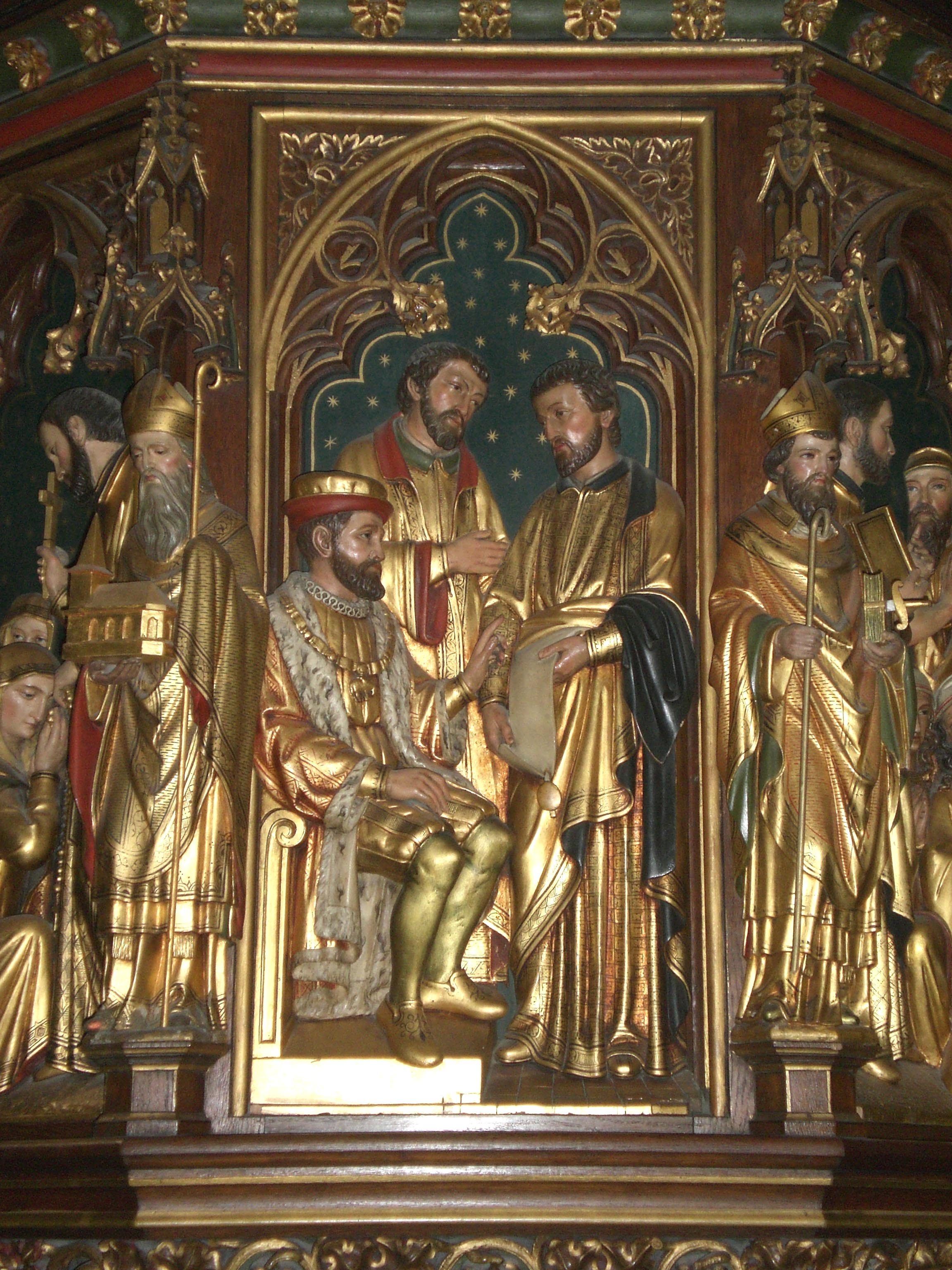
Kanzel (Detail): Ferdinand von Österreich erteilt Petrus Canisius den Auftrag, in Wien Theologie zu lehren

Das dreischiffige Innere wurde dem Zeitgeschmack entsprechend mit zahlreichen ausladenden Bildprogrammen ausgestattet, die sich von der Nüchternheit der reformierten Kirchen Amsterdams stark abheben und erkennbar dem Bemühen folgten, die volle Wiederherstellung des Katholizismus in Amsterdam nach 1853 auch künstlerisch zum Ausdruck zu bringen. Der Kirchenraum hatte, als der Bau fertiggestellt war, in den Jahren 1886–1889 zunächst provisorische Wandmalereien erhalten, die ab 1892 durch die heute sichtbaren Arbeiten von Martin Schenk (1933–1911) ersetzt wurden.
Die Bleiglasfenster sowie der Hochaltar und Baldachin und zahlreiche andere Elemente der Innenausstattung stammen aus der Kölner Werkstatt Friedrich Wilhelm Mengelberg und entstanden in den Jahren 1882 bis 1886. Aus der gleichen Werkstatt stammt die Chorschranke, die den Altarraum in der Höhe durch eine Blende vom Gemeinderaum trennt: Sie zeigt Einzeldarstellungen der zwölf Apostel und wird von einer Kalvariengruppe überragt, bei der Mengelberg überwiegend der mittelalterlichen Ikonographie folgte. Das linke Seitenschiff mündet in eine Marienkapelle, deren Hochaltar wiederum aus Mengelbergs Atelier (1885) stammt und Szenen des Marienlebens in mittelalterlichen Darstellungsformen schildert.
Die Wände des Hauptschiffs werden von Sandsteinskulpturen prominenter Jesuitenheiliger (darunter Franz Xaver, Ignatius von Loyola, Alphonso Rodriguez) beherrscht. Auch die Glasfenster – ebenfalls aus Mengelbergs Werkstatt – stellen Heilige der Gesellschaft Jesu dar (Peter Claver, Aloisius von Gonzaga u. a.).

### Orgel

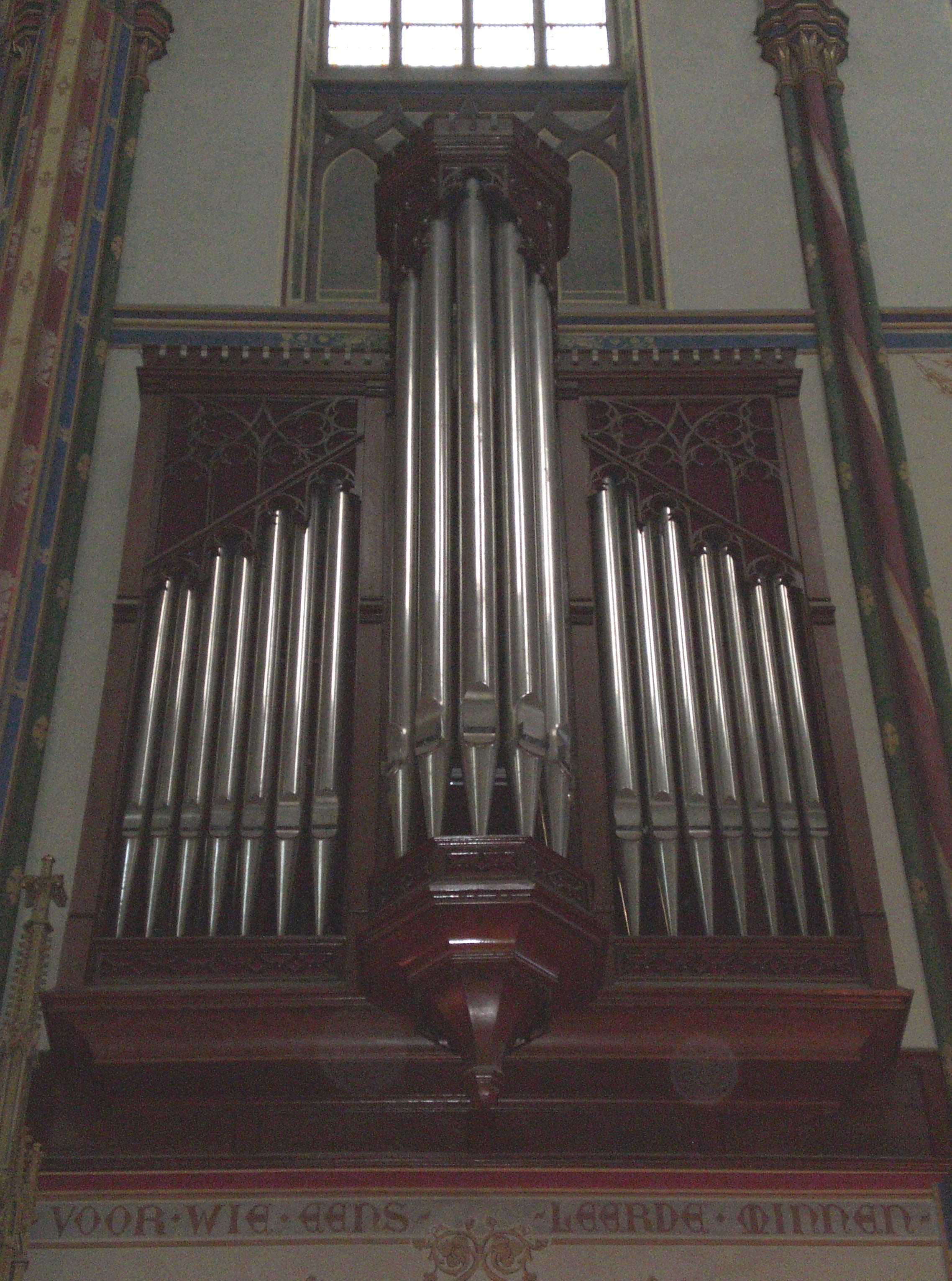
Orgelprospekt

Neben einer kleineren Psalierorgel aus dem Jahr 1960 (linkes Querschiff) verfügt die Kirche über eine zweite Orgel aus der Werkstatt Piet J. Adema en Zonen (Amsterdam) aus dem Jahr 1905; sie steht seit 1985 auf der Galerie über dem rechten Seitenschiff. Das Instrument hat 33 Register auf zwei Manualen und Pedal.
| I Hauptwerk C–g3 |     |
| Principaal       | 16′ |
| Bourdon          | 16′ |
| Prestant         | 8′  |
| Salicionaal      | 8′  |
| Holpijp          | 8′  |
| Fluit-Harmoniek  | 8′  |
| Quintadeen       | 8′  |
| Octaaf           | 4′  |
| Roerfluit        | 4′  |
| Octaaf           | 2′  |
| Cornet V         |     |
| Mixtuur III-VI   |     |
| Trompet          | 8′  |
| Klaroen          | 4′  |

| II Schwellwerk C–g3 |     |
| Prestant            | 8′  |
| Viola di gamba      | 8′  |
| Vox-Coelestis       | 8′  |
| Aeoline             | 8′  |
| Bourdon             | 8′  |
| Violine             | 4′  |
| Fluit-Harmoniek     | 4′  |
| Piccolo             | 2′  |
| Fagot               | 16′ |
| Trompet             | 8′  |
| Fagot-Hobo          | 8′  |
| Vox humana          | 8′  |
| Tremolo             |     |

| Pedalwerk C–f1 |     |
| Contrabas      | 16′ |
| Subbas         | 16′ |
| Openbas        | 8′  |
| Cello          | 8′  |
| Openfluit      | 4′  |
| Bazuin         | 16′ |
| Trombone       | 8′  |